# Lithacodia griseifusa
Lithacodia griseifusa är en fjärilsart som beskrevs av George Francis Hampson 1914. Lithacodia griseifusa ingår i släktet Lithacodia och familjen nattflyn. Inga underarter finns listade i Catalogue of Life.